# Edward Raczyński (1786–1845)
Edward Raczyński herbu Nałęcz, hrabia (ur. 2 kwietnia 1786 w Poznaniu, zm. 20 stycznia 1845 w Zaniemyślu) – polski magnat i polityk, filantrop, mecenas sztuk i nauk, wydawca, pionier pracy organicznej i literatury krajoznawczej.

## Życiorys

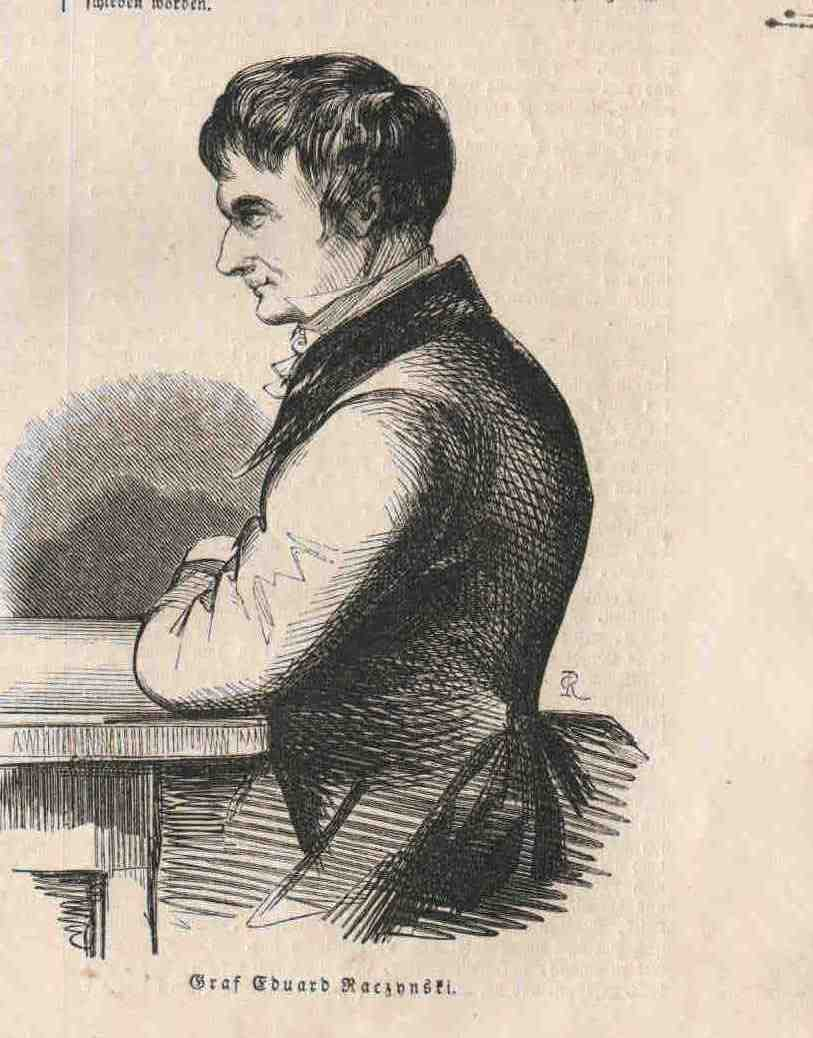
Edward Raczyński na rysunku w gazecie „Illustrirte Zeitung”

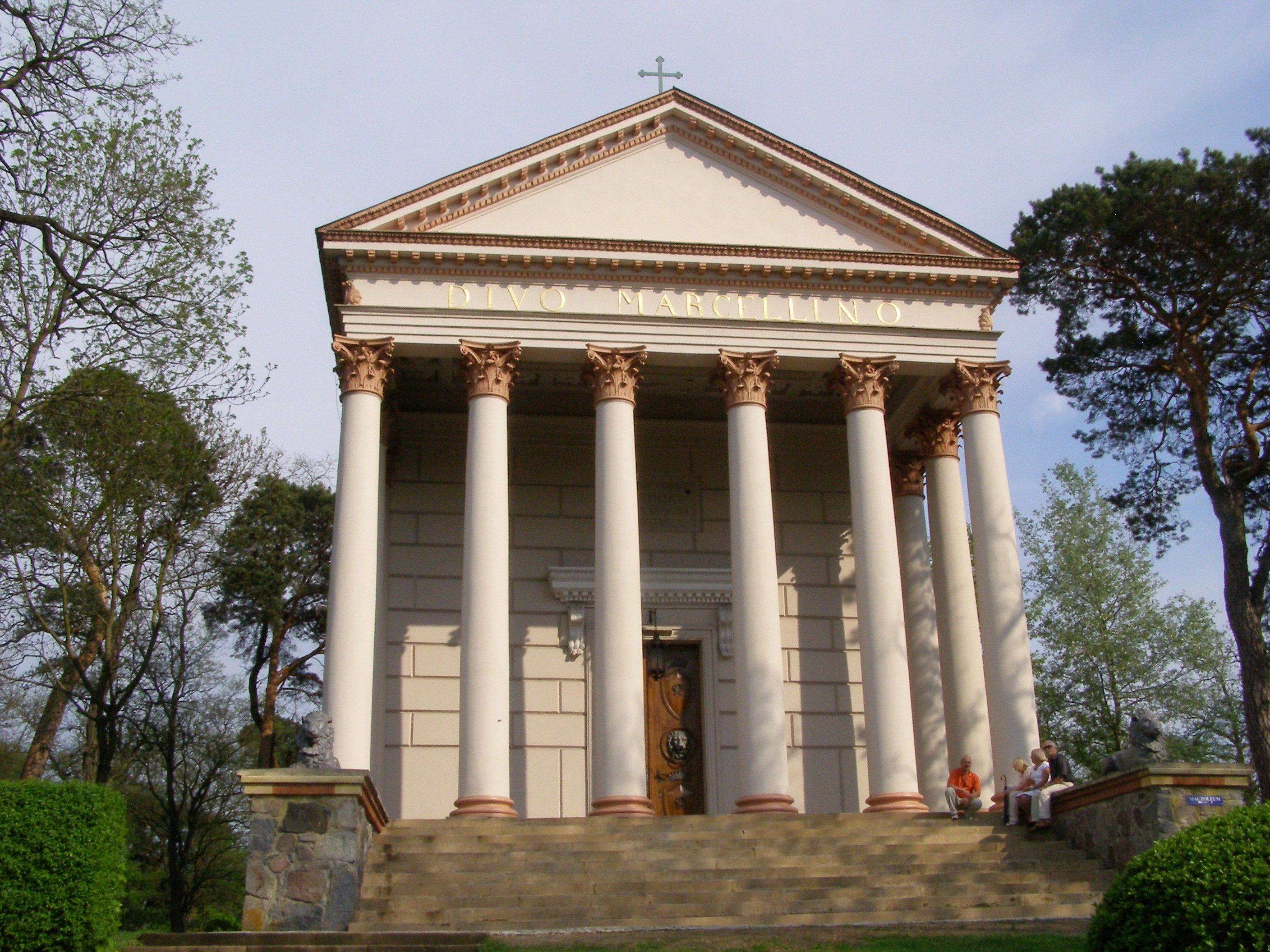
Kościół z mauzoleum Raczyńskich, wybudowany przez Edwarda Raczyńskiego w latach 1817-1820

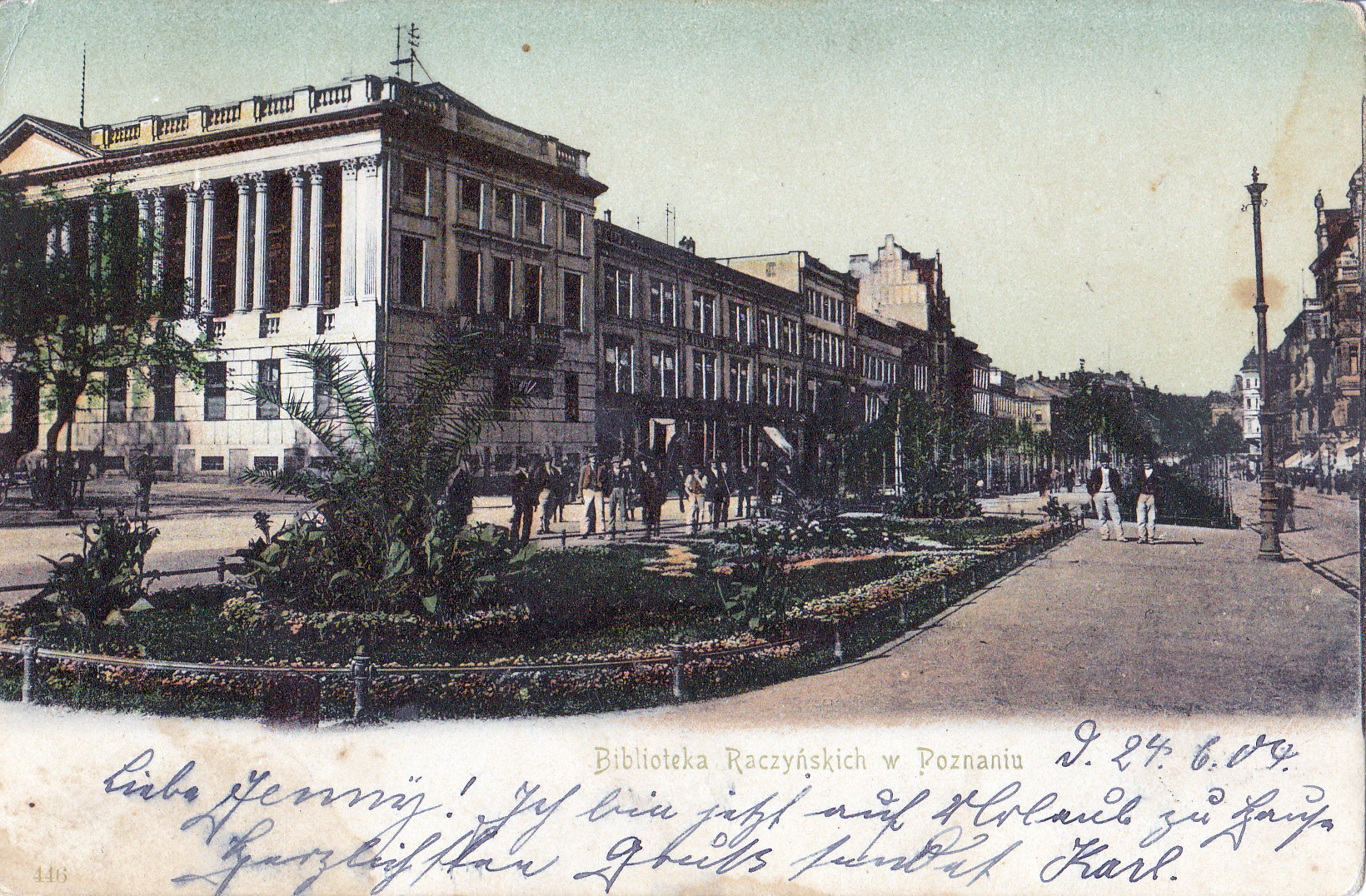
Biblioteka Raczyńskich w 1904 roku

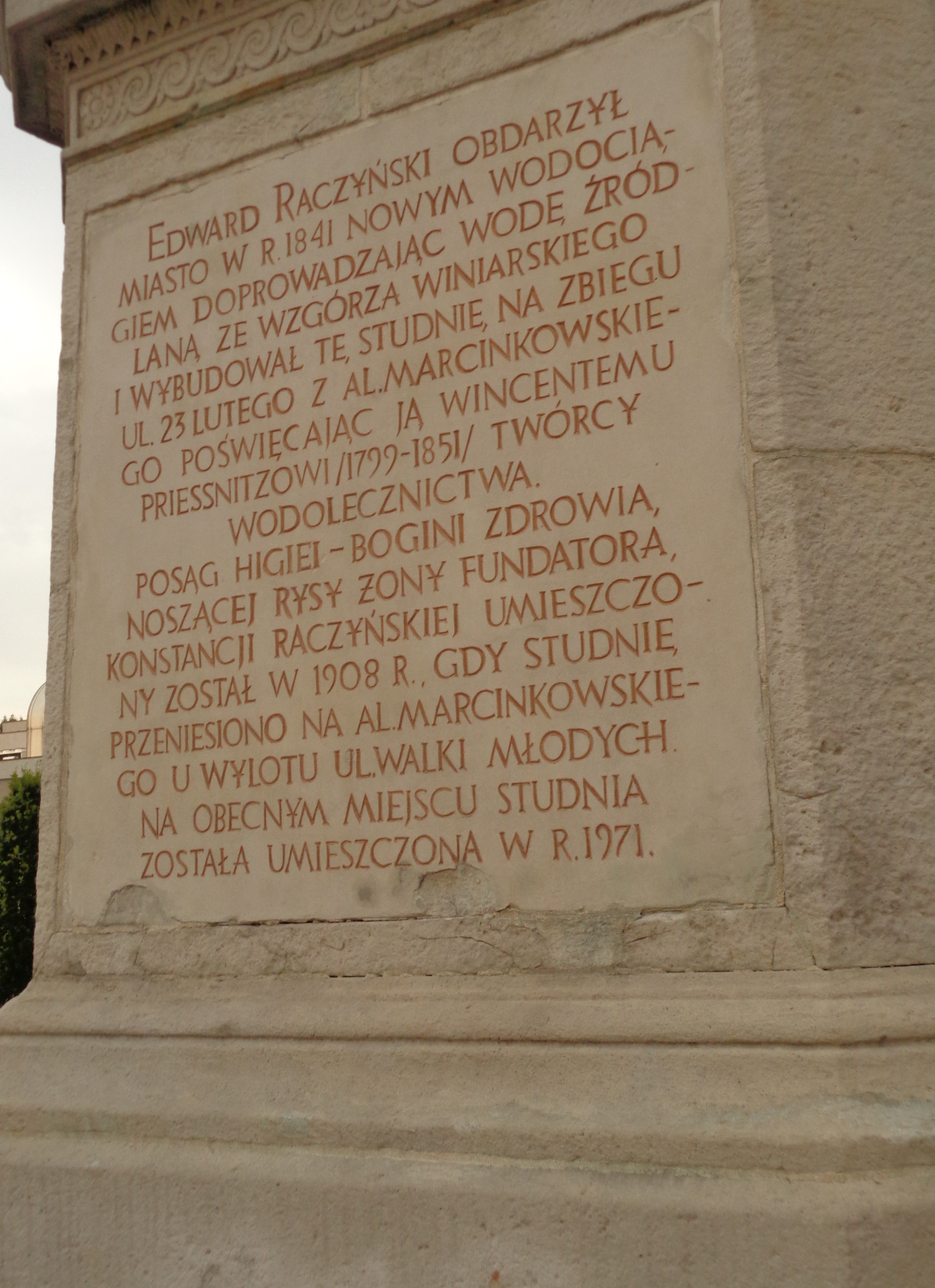
Tablica pamiątkowa na cokole pomnika Higiei, stojącego obecnie przed Biblioteką Raczyńskich

Urodził się w rodzinie ziemian wielkopolskich jako syn Filipa i Michaliny z Raczyńskich, wnuk starosty wielkopolskiego Kazimierza, brat Atanazego. Z żoną Konstancją z Potockich 1 voto Potocką miał jednego syna Rogera Maurycego.
W latach 1806–1809 służył w armii napoleońskiej i w wojsku Księstwa Warszawskiego. W 1810 został odznaczony Krzyżem Kawalerskim Orderu Virtuti Militari.
W 1810 roku wyruszył w podróż do północnych krańców Europy, podczas której odwiedził Laponię, następnie udał się do Sztokholmu, gdzie przebywał trzy tygodnie. Na jego trasie znalazły się jeszcze kolejne miejscowości skandynawskie, takie jak: Örebro, Trollhättan i Ystad. Podróż tę określił jako najwspanialszą w życiu i wspominał także w późniejszym okresie swojego życia, co odznaczało ją tym bardziej na tle innych jego wypraw.
W 1814 roku odbył kolejną podróż, tym razem naukową przez Odessę, Konstantynopol do Azji Mniejszej, gdzie prowadził wykopaliska w starożytnej Troi. Dziennik z jego podróży (Dziennik podróży do Turcyi odbytey w roku 1814) miał znaczącą wartość krajoznawczą, także naukową ze względu na wspomniane prowadzenie wykopalisk w pobliżu starożytnej Troi, ponadto dzięki umieszczeniu rysunków zwiedzanych terenów można znaleźć sporo informacji o życiu codziennym mieszkańców państwa tureckiego w początkach XIX wieku. Do hobby hrabiego można także zaliczyć jego próby zbudowania szybowca z trzciny, które nie zakończyły się sukcesem.
W latach 1817–1820 wybudował kościół pw. św. Marcelina w Rogalinie. Jako patrona wybrał św. Marcelina na cześć Marcelego Lubomirskiego, swojego kuzyna, poległego podczas oblężenia Sandomierza w 1809 roku (podczas kampanii napoleońskiej). W dolnej części kościoła znajduje się mauzoleum Raczyńskich (a w nim tablice epitafijne i nagrobki przyścienne z prochami starszych członków rodziny Raczyńskich oraz sarkofagi kilku ostatnich członków tego rodu).
W swym majątku w Rogalinie zgromadził bardzo bogaty księgozbiór, po części pochodzący z zasobów bibliotecznych kasowanych przez władze pruskie zakonów. Zbiory te były podstawą do utworzenia Biblioteki Raczyńskich w Poznaniu (1829), którą ufundował, stając się jednym z prekursorów pracy organicznej.
Na skutek doniesień o odnalezieniu podczas związanych z budową poznańskiej Cytadeli ekshumacji na cmentarzu winiarskim (1828) szczątków osób rzekomo pogrzebanych żywcem, zdecydował o ufundowaniu w Poznaniu Przysionka śmierci (zwanego również domem dla pozornie zmarłych). Była to swoista kostnica przeznaczona dla osób obawiających się pogrzebania za życia. Ostatecznie jednak projekt zrealizowany został dopiero na podstawie testamentu Raczyńskiego przez jego syna Rogera w 1848 roku.
Był autorem i wydawcą dzieł historycznych i źródłowych (m.in. Gabinet medali polskich... (tom 1–4, 1838–1843|43), a także pionierem literatury krajoznawczej (Wspomnienia Wielkopolski, Dziennik podróży do Turcyi odbytey w roku 1814).
Od 1827 członek warszawskiego Towarzystwa Przyjaciół Nauk. Założył szkołę rolniczą w Jeżewie (1841). Wspierał finansowo pisarzy i uczonych, m.in. Adama Mickiewicza i Bronisława Trentowskiego.
Był propagatorem oświaty higienicznej w Wielkopolsce. W 1831, po epidemii cholery, przywleczonej przez wojska rosyjskie do sąsiedniego Królestwa Polskiego, współfinansował założenie pierwszego wodociągu w Poznaniu. Dla upamiętnienia tego ukończenia wodociągu, w 1841 na Alejach Karola Marcinkowskiego wzniósł cokół, na którym miał być umieszczony ufundowany przez niego pomnik Higiei, autorstwa Alberta Wolffa. Pomnik ten jednak stanął ostatecznie w 1845 na jego grobie w Zaniemyślu (po samobójczej śmierci). Dopiero w 1908 r., na cokole przeniesionym wyżej (przy wylocie ul. Podgórnej), stanęła jego kopia, ufundowana przez Edwarda Aleksandra Raczyńskiego. Obecnie, odnowiona, stoi przed Biblioteką Raczyńskich na pl. Wolności w Poznaniu. Hrabia wniósł też znaczący wkład w utworzenie Szpitala Przemienienia Pańskiego w Poznaniu. Za swoje zasługi dla Poznania został nagrodzony tytułem honorowego obywatela miasta w 1834 roku.
Był też działaczem politycznym Wielkiego Księstwa Poznańskiego. Został deputowanym stanu rycerskiego na sejm prowincjonalny Wielkiego Księstwa Poznańskiego w 1841 roku oraz deputowanym powiatu śremskiego ze stanu rycerskiego na sejm prowincjonalny Wielkiego Księstwa Poznańskiego w 1843 roku. Opowiadał się za współpracą z Hohenzollernami, ale przy zachowaniu polskości. Opracował memoriał w sprawie używania języka polskiego przekazany królowi pruskiemu Fryderykowi Wilhelmowi IV.
W 1838 roku ogłosił w kilku czasopismach konkurs na opracowanie taniej technologii produkcji cukru z buraków, łatwej do wprowadzenia w polskich majątkach ziemskich (m.in. jako ratunek przed bankructwem dla zadłużonych właścicieli ziemskich i aby zwiększyć wartość ziemi i zapewnić pracę Polakom). Ustanowił nagrodę w postaci medalu o wartości 100 dukatów (równowartość 350 g czystego złota). Konkurs ten wygrał Antoni Podolski (emigrant, były oficer Armii Królestwa Polskiego), przyczyniając się do szybkiego rozwoju cukrownictwa.
W 1840 roku został odznaczony pruskim Orderem Orła Czerwonego II klasy z gwiazdą.
W latach 1840–1842 wybudował Kościół św. Wawrzyńca w Zaniemyślu, z fundacji Józefa i Laury Jaraczewskich (po ich śmierci).
Wspólnie z biskupem poznańskim, Teofilem Wolickim, był autorem koncepcji budowy tzw. Złotej Kaplicy w Katedrze Poznańskiej. Komitet budowy nowej kaplicy pod przewodnictwem Edwarda Raczyńskiego powstał w 1815 roku, lecz kaplicę przebudowano dopiero w latach 1836–1837, zaś wyposażenie skompletowano do 1841 roku. Raczyński sfinansował stojące w niej posągi Mieszka I i Bolesława Chrobrego. W 1843 r., podczas posiedzenia Sejmu Wielkiego Księstwa Poznańskiego, deputowany Pantaleon Wawrzyniec Szuman wystąpił z wnioskiem o zmianą napisu na ww. pomnikach, informujących, że są one darem hr. Raczyńskiego. Wniosek Szumana został odrzucony stosunkiem głosów 27:14, jednak Raczyński był nim bardzo urażony, a sprawa ta doprowadziła do jego śmierci. Załamany psychicznie, po kolejnym ataku apopleksji, w styczniu 1845 roku popełnił samobójstwo, strzałem z armatki wiwatówki. Stało się to na wyspie na Jeziorze Raczyńskim w Zaniemyślu. Grobowiec Raczyńskiego i jego żony, Konstancji Potockiej znajduje się przy kościele pw. św. Wawrzyńca w Zaniemyślu. Tylko serce Edwarda Raczyńskiego znajduje się w ufundowanym przez niego mauzoleum Raczyńskich w Rogalinie.

## Upamiętnienie

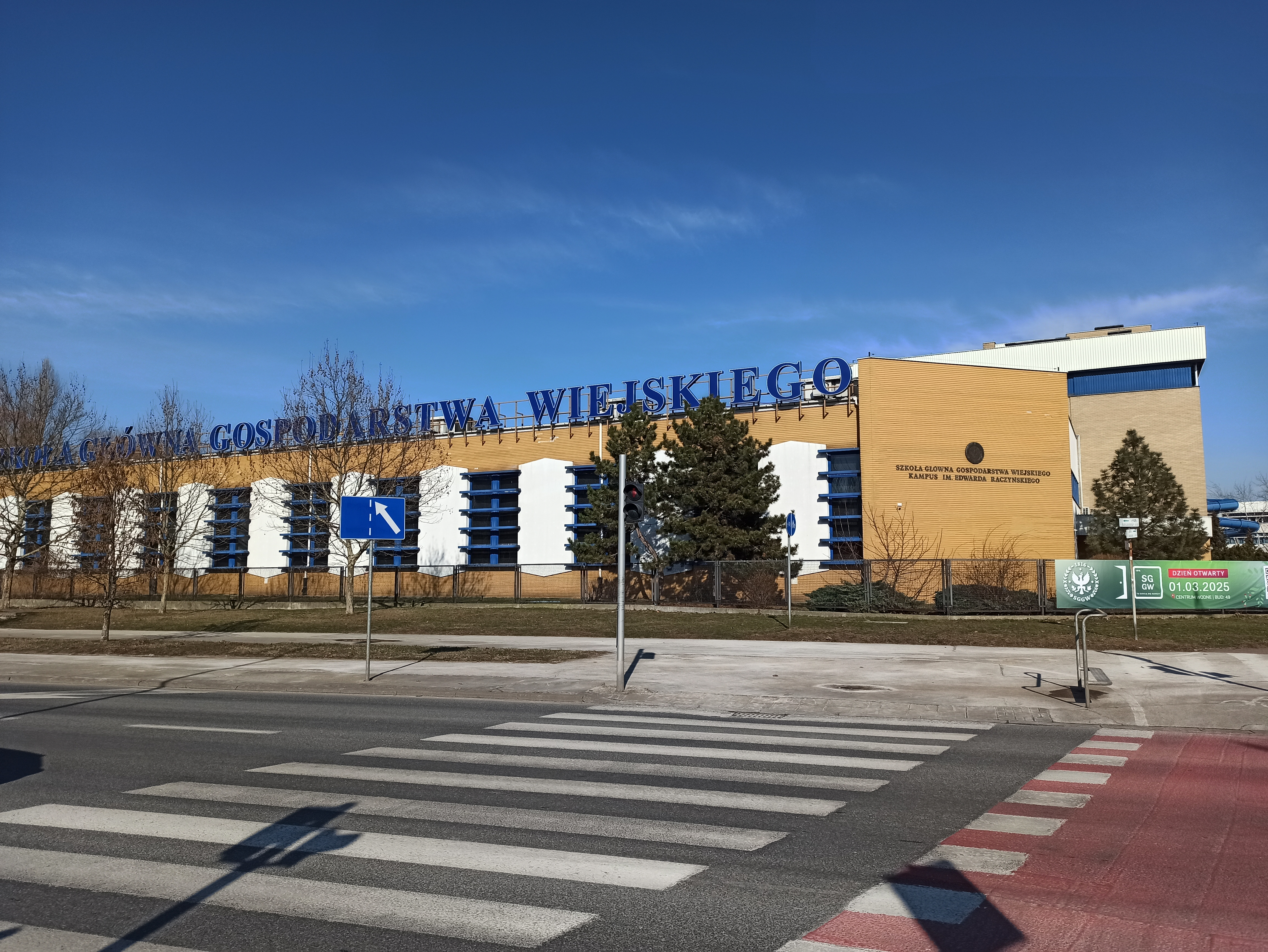
Budynek SGGW z napisem „Kampus im. Edwarda Raczyńskiego”

Nad drzwiami do kościoła z mauzoleum Raczyńskich w Rogalinie widnieje łaciński napis „EDUARDUS COMES / RACZYNSKI / HANC AEDEM EXTR.CUR. / A. MDCCCXX”, czyli „Edward hrabia Raczyński tę świątynię (budowlę) wybudować polecił. Rok 1820”. Do tego kościoła prowadzą szlaki pielgrzymkowe Rogalińskie Drogi , które stworzono, by propagować m.in. szacunek dla historii, szczególnie dla zasług jego fundatora.
Na ufundowanym przez niego cokole fontanny Higiei z medalionem Wincentego Priessnitza, umieszczono w 1971 roku tablicę pamiątkową dotyczącą wodociągu zbudowanego przez Raczyńskiego, medalionu oraz posągu.
Miejsce, w którym popełnił samobójstwo, zostało nazwane Wyspą Edwarda (na jeziorze Raczyńskim). W Zaniemyślu znajduje się też ulica Edwarda Raczyńskiego, podobnie jak w Poznaniu (na Podolanach), zaś w Swarzędzu i Kórniku są osiedla Edwarda Raczyńskiego. W Komornikach pod Poznaniem powstała szkoła podstawowa jego imienia.
Biblioteka Raczyńskich po drugiej wojnie światowej aż do 1990 roku nosiła nazwę Miejskiej Biblioteki Publicznej im. Edwarda Raczyńskiego. Zarówno Biblioteka, jak i pałac w Rogalinie znajdują się na Szlaku Pracy Organicznej, gdyż Edward był jej pionierem.
Imieniem hrabiego nazwano również kampus Szkoły Głównej Gospodarstwa Wiejskiego w Warszawie.
Edward Raczyński jest jednym z bohaterów polskiego serialu historycznego Najdłuższa wojna nowoczesnej Europy (1979-81) w reżyserii Jerzego Sztwiertni. Odtwórcą jego roli był Mieczysław Voit.